# Cavalo de Pau (banda)
Cavalo de Pau, é uma banda brasileira de forró eletrônico formada em 1993 pelo empresário Emanuel Gurgel. Considerada como uma das pioneiras do forró eletrônico, tem seu estilo musical no forró romântico mescladas com batidas dançantes e solos de sanfona. Ao longo de 28 anos de carreira, a banda conta com mais de 18 CDs lançados e 2 DVDs gravados, com inúmeros sucessos que marcaram gerações e que até hoje são cantadas por todo o público.

## História
Formada em 28 de maio de 1993, a banda Cavalo de Pau trouxe o romantismo em suas letras, com músicas dançantes seguindo a mesma identidade que bandas como o Mastruz com Leite e Mel com Terra. 
A origem do nome da banda se deu em homenagem as crianças que costumavam brincar com um cabo de vassoura e fingir que fosse um cavalo de madeira.
Em 1993, a banda grava seu primeiro LP intitulado Cão Chupando Manga, que trouxe inúmeros sucessos, entre eles a música Timidez, interpretada pela cantora Francylene Mendes, que é considerada até hoje o maior sucesso da banda, sendo tocada com frequência nas rádios e executada pela banda em todos os shows até hoje.
Já em 1994, a banda grava seu segundo LP intitulado Noda de Caju, emplacando mais sucessos com as músicas Passos na Areia, Brincar de Amar, Seis Cordas, Noda de Caju e a música junina Só o Filé. Nessa época a banda já arrastava multidões por todo o Brasil, sendo uma das bandas mais tocadas nas rádios brasileiras.
Além de músicas como Timidez e Noda de Caju, a banda Cavalo de Pau gravou inúmeros hits como Bichinho de Estimação, Nosso Caso de Amor, Passos na Areia, Me Faça Feliz, Chuva Passageira, Padecer no Paraíso, Doméstica e tantos outros.
Atualmente a banda tem como vocalistas Eliane Fernandes, Alex Santos e Tayla Lima, realizando shows por todo o Brasil, cantando sucessos antigos e atuais da banda, que conquista e agrada a todos os públicos.

## Discografia
- 1993 - Vol. 1 - Cão Chupando Manga
- 1994 - Vol. 2 - Noda de Caju
- 1996 - Vol. 3 - Namorando pelo Computador
- 1997 - Vol. 4 - Não Queira Ser Minha Gaiola
- 1998 - Vol. 5 - Ao Vivo (Fortaleza-CE) 450 mil copias vendidas.
- 1998 - Vol. 6 - Cavalo de Pau canta Marinês
- 1999 - Vol. 7 - Doméstica
- 1999 - Vol. 8 - Ao Vivo II (Recife-PE)
- 1999 - Vol. 9 - Haja Ternura
- 2000 - Vol. 10 - Acústico
- 2001 - Vol. 11 - Cartas Marcadas
- 2002 - Vol. 12 - Ao Vivo III (Fortaleza-CE)
- 2002 - Vol. 13 - A Base do Meu Coração
- 2005 - Vol. 14 - Juras de Amor
- 2006 - Vol. 15 - É Bom Demais
- 2008 - Vol. 16 - CD do 1º DVD (João Pessoa-PB)
- 2011 - Vol. 17 - Tudo bem
- 2015 - Vol. 18 - CD do 2°DVD (Fortaleza-CE)
- 2019 - CD 26 Anos (Promocional)[2]